# León megye
León egy megye Nicaraguában, fővárosa León.

## Földrajz
Az ország északi részén található. Délkeleti része határos a Managua-tóval, amelynek partján emelkedik a Momotombo tűzhányó. Megyeszékhely: León.
10 tartományból áll:
1. El Jicaral
2. El Sauce
3. La Paz Centro
4. Larreynaga
5. León
6. Nagarote
7. Quezalguate
8. San José de Achuapa
9. Santa Rosa del Peñón
10. Telica